# Europa Cup (mannenhandbal) 1984/85
De European Champions Cup 1984/85 was de vijfentwintigste editie van de hoogste handbalcompetitie voor clubs in Europa.

## Deelnemers
| Eerste ronde           | Eerste ronde              | Eerste ronde       | Eerste ronde         |
| ---------------------- | ------------------------- | ------------------ | -------------------- |
| Initia Hasselt         | CSKA Sofia                | SC Magdeburg       | BK-46 Karis          |
| SMUC Marseille         | Ionikós de Néa Filadélfia | Liverpool          | FH Hafnarfjörður     |
| Hapoël Rehovot         | Handball Scafati          | HB Dudelange       | Herschi Geleen       |
| Kolbotn IL             | ATSE Waagner Biro Graz    | Steaua Bucarest    | SKA Minsk            |
| Atlético Madrid        | TJ Škoda Plzeň            | İstanbul Yenişehir | RTV 1879 Bazel       |
| Tweede ronde           |                           |                    |                      |
| Gladsaxe HG Kopenhagen | TV Großwallstadt          | Budapest Honvéd    | Metaloplastika Šabac |
| Wybrzeże Gdańsk        | Dukla Praag               |                    |                      |

## Voorronde

### Eerste ronde
| Team 1                 | Score   | Team 2                    | 1       | 2       |
| ---------------------- | ------- | ------------------------- | ------- | ------- |
| TJ Škoda Plzeň         | 28 – 27 | Initia Hasselt            | 16 – 13 | 12 – 14 |
| Steaua Bucarest        | 66 – 41 | Ionikós de Néa Filadélfia | 36 – 25 | 30 – 16 |
| SKA Minsk              | 77 – 50 | BK-46 Karis               | 40 – 22 | 37 – 28 |
| FH Hafnarfjörður       | 73 – 47 | Kolbotn IL                | 34 – 16 | 39 – 31 |
| Herschi Geleen         | 53 – 19 | Liverpool                 | 23 – 10 | 30 – 09 |
| SMUC Marseille         | 45 – 38 | Handball Scafati          | 24 – 21 | 21 – 17 |
| CSKA Sofia             | 55 – 48 | İstanbul Yenişehir        | 30 – 20 | 25 – 18 |
| HB Dudelange           | 22 – 38 | RTV 1879 Bazel            | 13 – 16 | 09 – 22 |
| ATSE Waagner Biro Graz | 38 – 57 | SC Magdeburg              | 19 – 28 | 19 – 27 |
| Hapoël Rehovot         | 24 – 38 | Atlético Madrid           | 12 – 17 | 12 – 21 |

### Tweede ronde
| Team 1               | Score   | Team 2                 | 1       | 2       |
| -------------------- | ------- | ---------------------- | ------- | ------- |
| Metaloplastika Šabac | 44 – 37 | TJ Škoda Plzeň         | 36 – 28 | 28 – 26 |
| SKA Minsk            | 48 – 50 | Steaua Bucarest        | 24 – 26 | 22 – 22 |
| Budapest Honvéd      | 51 – 53 | FH Hafnarfjörður       | 29 – 27 | 22 – 26 |
| Herschi Geleen       | 45 – 44 | SMUC Marseille         | 24 – 21 | 21 – 23 |
| Wybrzeże Gdańsk      | 44 – 49 | Dukla Praag            | 24 – 25 | 20 – 24 |
| CSKA Sofia           | 31 – 38 | TV Großwallstadt       | 17 – 12 | 14 – 26 |
| RTV 1879 Bazel       | 38 – 45 | Gladsaxe HG Kopenhagen | 18 – 25 | 20 – 20 |
| Atlético Madrid      | 43 – 41 | SC Magdeburg           | 28 – 16 | 15 – 25 |

## Hoofdronde

### Kwartfinale
| Team 1                 | Score   | Team 2          | 1       | 2       |
| ---------------------- | ------- | --------------- | ------- | ------- |
| Metaloplastika Šabac   | 44 – 37 | Steaua Bucarest | 24 – 19 | 20 – 18 |
| FH Hafnarfjörður       | 48 – 40 | Herschi Geleen  | 24 – 16 | 24 – 24 |
| TV Großwallstadt       | 38 – 45 | Dukla Praag     | 23 – 21 | 15 – 24 |
| Gladsaxe HG Kopenhagen | 23 – 48 | Atlético Madrid | 11 – 27 | 12 – 21 |

### Halve finale
| Team 1               | Score   | Team 2           | 1       | 2       |
| -------------------- | ------- | ---------------- | ------- | ------- |
| Metaloplastika Šabac | 62 – 37 | FH Hafnarfjörður | 32 – 17 | 30 – 20 |
| Atlético Madrid      | 33 – 32 | Dukla Praag      | 16 – 14 | 17 – 18 |

### Finale
| Datum                | Team 1               | Score   | Team 2               | Locatie            |
| -------------------- | -------------------- | ------- | -------------------- | ------------------ |
| ?                    | Metaloplastika Šabac | 19 – 12 | Atlético Madrid      | Šabac, Joegoslavië |
| ?                    | Atlético Madrid      | 20 – 30 | Metaloplastika Šabac | Madrid, Spanje     |
| Totaal               |                      |         |                      |                    |
| Metaloplastika Šabac | Metaloplastika Šabac | 49 – 32 | Atlético Madrid      | Atlético Madrid    |

|                      |
|                      |
| Metaloplastika Šabac |
| 1ste titel           |